# Kosambi Dalam
Kosambi Dalam is een bestuurslaag in het regentschap Tangerang van de provincie Banten, Indonesië. Kosambi Dalam telt 7119 inwoners (volkstelling 2010).